# Björn Högsdal

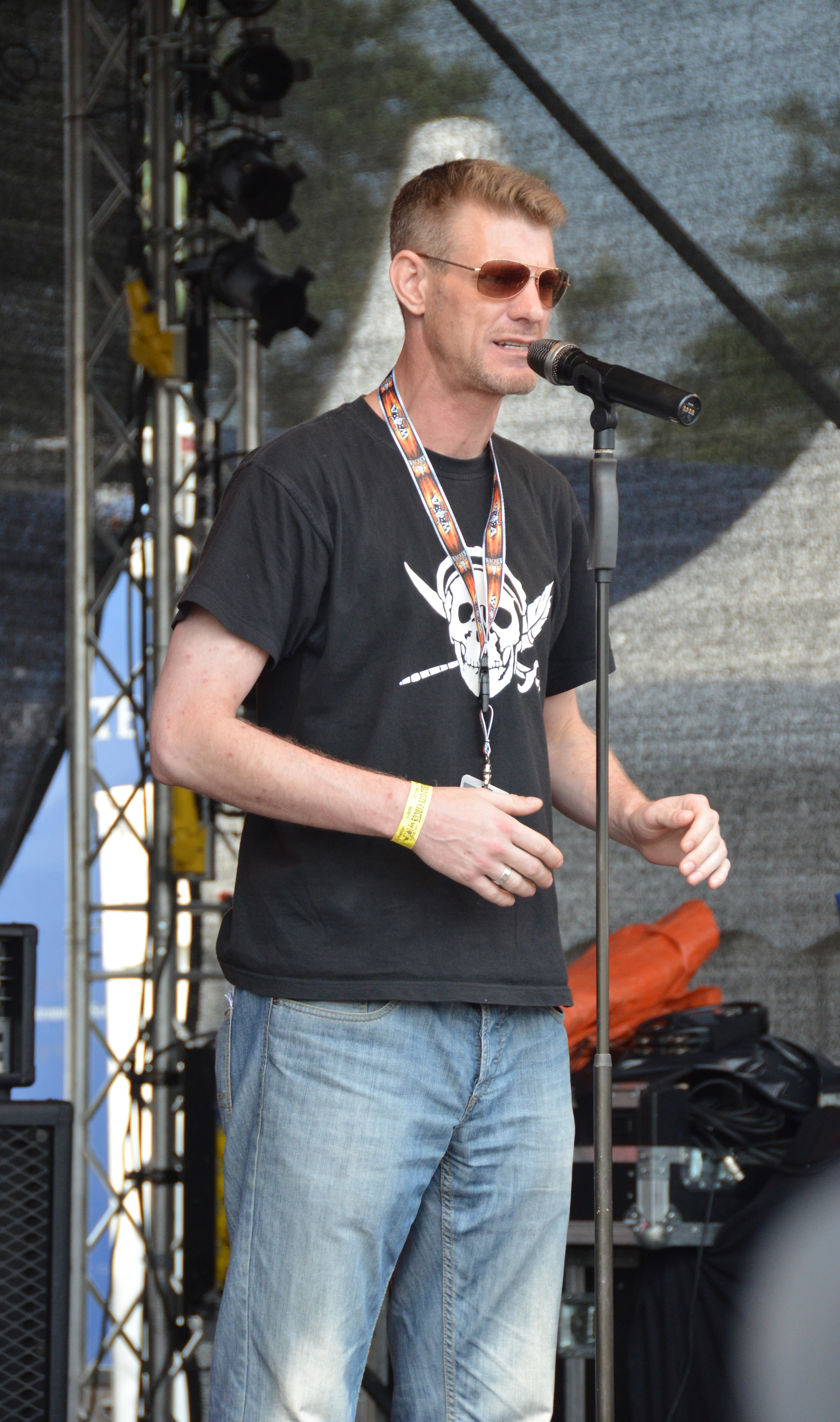
Björn Högsdal beim Wacken Slam auf dem Wacken Open Air 2012

Björn Högsdal (* 1975 in Köln) ist ein deutscher Autor, Slam-Poet und Moderator.

## Biografie
Högsdal wuchs in Meersburg am Bodensee auf und zog 1996 nach Kiel, wo er bis heute arbeitet und lebt. Seine zumeist prosaischen Texte sind in zahlreichen Anthologien und Zeitschriften (wie etwa dem titanic-Magazin) veröffentlicht worden, er ist zudem Herausgeber von diversen Anthologien und Textsammlungen. Unter dem Namen assemble ART veranstaltet und moderiert Högsdal seit 2002 Literaturveranstaltungen wie das Spoken-Word-Festival „WortGewalten“, Poetry Slams oder den Slam op Platt in Schleswig-Holstein. Er gilt als einer der wichtigsten Akteure der Slam-Kultur in Norddeutschland und der deutschsprachigen Szene im Allgemeinen, dementsprechend häufig tritt er auch selbst als Teilnehmer von Poetry Slams in Erscheinung. 2009 erreichte er in Düsseldorf das Finale der deutschsprachigen Slam-Meisterschaften und landete auf dem siebten Rang. Seine erste eigenständige Veröffentlichung war 2010 die Bühnentext-Sammlung Hätte ich Deutsch auf Lehramt studiert, wäre das nicht passiert im Paderborner Lektora-Verlag. 2013 war Högsdal in Kiel Veranstalter der ersten eigenständigen deutschsprachigen U20-Meisterschaften im Poetry Slam. Högsdal ist seit 2010 festes Mitglied der Kieler Lesebühne Irgendwas mit Möwen (vormals: Lesus Christus).
Högsdal hatte unter anderem Auftritte beim WDR Poetry Slam, Slam Tour mit Kuttner (Sat1 Comedy), beim NDR Comedy Contest sowie bei der Slam-Dokumentation Dichter und Kämpfer (2012).

## Sonstiges
Von 2007 bis 2025 war Högsdal Mitbetreiber des ältesten deutschen Literaturtelefons in Kiel.

## Veröffentlichungen (Auswahl)
- Hätte ich Deutsch auf Lehramt studiert, wäre das nicht passiert. Lektora-Verlag, 2010, ISBN 978-3-938470-51-0.
- Flaschenpost von Gott. Lektora-Verlag, 2018, ISBN 978-3-95461-129-4.

### Als Herausgeber
- Björn Högsdal, Patrick Kruse (Hrsg.): WortGewalten. buchwerft-verlag.de, 2007, ISBN 978-3-9812013-3-8.
- Gottfried Benn: Benn Now - Morgue & More: Benns Lyrik trifft elektronische Musik (Audio-CD). assembleART-Verlag, 2008, ISBN 978-3-941160-00-2.
- Björn Högsdal, Wolf Hogekamp (Hrsg.): 155 Kurze: eine gar nicht so kurze Sammlung der besten Kurz-Texte des Poetry Slam. Lektora-Verlag, 2012, ISBN 978-3-938470-79-4.
- Björn Högsdal, Johanna Wack (Hrsg.): Last Exit Babyklappe: Ein Lesespaß für die halbe Familie. Satyr Verlag, 2013, ISBN 978-3-944035-08-6.

### Beiträge in
- Misha-Sarim Verollet (Hrsg.): Poetry Slam - das Buch: Die 40 besten Bühnen-Texte. Carlsen, 2010, ISBN 978-3-551-68237-6.
- Dominik Bartels (Hrsg.): Etwas ist faul im Staate. Blaulicht, 2011, ISBN 978-3-941552-11-1.
- Karsten Strack (Hrsg.): Die ultimative Poetry-Slam-Anthologie. Lektora-Verlag, 2014, ISBN 978-3-95461-030-3.
- Kampf der Künste (Hrsg.): Best of Poetry Slam #1. Talent-Kultur, 2014, ISBN 978-3-00-046941-1.
- Christian Ritter (Hrsg.): Merkwürdige Dialoge. Unsichtbar, 2015, ISBN 978-3-95791-029-5.
- Lars Ruppel (Hrsg.): Geblitzdingst: Slam-Poetry über Demenz. Satyr Verlag, 2016, ISBN 978-3-944035-75-8.
- Elias Raatz (Hrsg.): Intelligenz ist keine Krankheit: 16 Geschichten, Gedichte, Gedanken über Nerds, Gamer und Streberinnen. Dichterwettstreit deluxe, ISBN 978-3-98809-004-1.
- Michel Kühn (Hrsg.): Irgendwas mit Möwen. Neues von der Kieler Lesebühne. Lektora Verlag, 2024, ISBN 978-3-95461-267-3